# یوهان کونن
یوهان کونن (انگلیسی: Johan Coenen؛ زادهٔ ۴ فوریهٔ ۱۹۷۹) دوچرخه‌سوار اهل بلژیک است.
از باشگاه‌هایی که در آن بازی کرده‌است می‌توان به اسپورت فلاندر-بالوزه و سایکل کولستروپ اشاره کرد.